# Robert Callen MacKenzie
Robert Callen MacKenzie (narozen 30. listopadu 1948 v San Diegu, zemřel 24. února 1995 v Sieře Leone) byl americký žoldnéř, který sloužil v americké armádě, rhodeské armádě, jihoafrické armádě a obranných silách Transkeie. Byl přispěvatelem časopisu Soldier of Fortune.